# Alsviķu pagasts
Alsviķu pagasts er en territorial enhed i Alūksnes novads i Letland. Pagasten havde 1.614 indbyggere i 2010 og 1.522 indbyggere i 2016  og omfatter et areal på 219,99 kvadratkilometer. Hovedbyen i pagasten er Alsviķi.